# Otočac (otok)
Koordinati:   42°54′08″N, 16°49′52″E
Otočac je majhen nenaseljen otoček v Jadranskem morju. Pripada Hrvaški.
Otočac leži na južni strani otoka Korčule nasproti turističnega naselja Prišćapac, od katerega je oddaljen okoli 0,6 km. Njegova površina meri 0,037 km². Dolžina obalnega pasu je 0,72 km. Najvišji vrh na otočku je visok 24 mnm.